# 혼자뜨는 달
"혼자뜨는 달"은 1994년에 개봉한 대한민국의 영화이다.

## 캐스팅
- 이세창 : 선랑 역
- 김진경 : 현주 역
- 이강선 : 선이 역
- 정선경 : 윤경 역
- 이유신 : 영란 역
- 김현숙 : 경희 역
- 서정기 : 영하 역
- 박수진 : 깡순 역
- 함석훈 : 인백 역
- 김동수 : 날라리 역
- 탁재훈 : 자갈치 역
- 김정윤 : 새날 역
- 오영화 : 현주 모 역
- 신준우 : 청년 역
- 방정식 : 교수 역
- 정나연 : 일본대장 역
- 김태환 : 삐에로 역
- 한기순 : 피아니스트 역
- 이수정 : 학생 1 역
- 정명실 : 학생 2 역
- 윤명진 : 학생 3 역